# Lista miliardarilor (2007)
Această listă of miliardarilor are la origine clasamentul anual întocmit de revista Forbes în martie 2007, incluzând adăugirile anunțate de Forbes mai apoi în 2007. Sunt în total  946 miliardari pe această listă, dintre care 178 noi intrați și 17 care au ieșit de pe listă. Averea totală măsurată în dolari americani, și bazată pe prețurile de la încheierea zilei de 9 februarie 2007, iar locurile doi și trei actualizate în aprilie 2007.
Datorită cursurilor de schimb, ecaluărilor stocurilor de acțiuni, și imposibilititatea de a vinde toate acțiunile la același preț, primii trei clasați sunt statisic imposibil de clasificat.
Valoarea totală în dolari americani este de 3.5 trilioane, în creștere cu 900 de miliarde față de 2006.

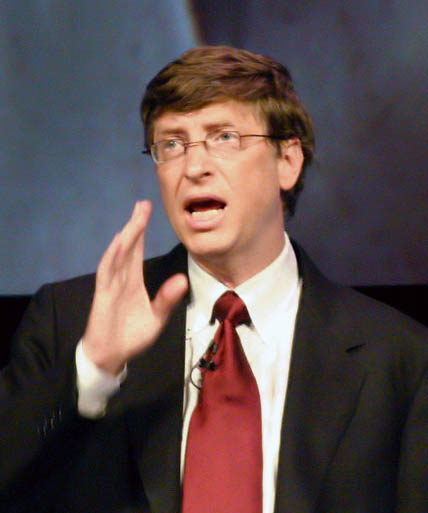
Bill Gates
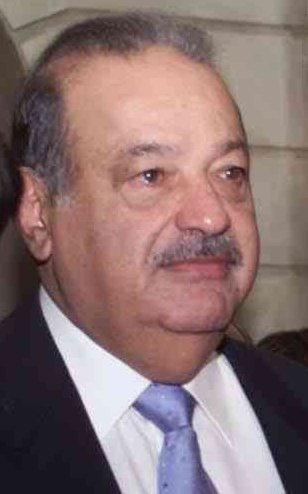
Carlos Slim Helú
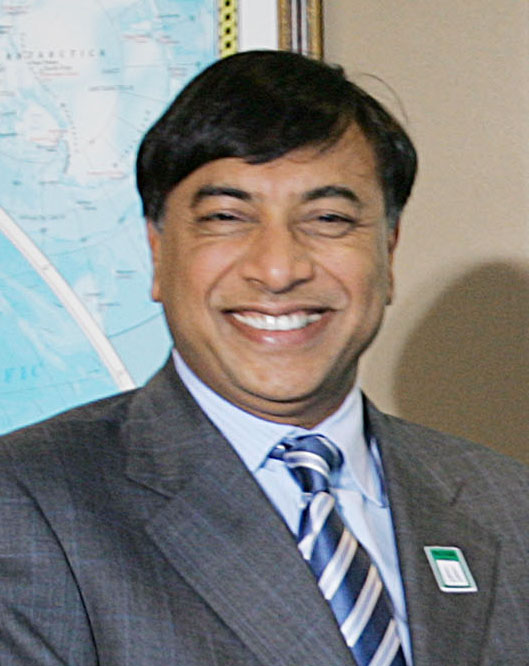
Lakshmi Mittal

## Clasamentul miliardarilor alcătuit de Forbes
| #    | Nume                                 | Averea netă        | Cetățnie                   | Sursa                                        |
| ---- | ------------------------------------ | ------------------ | -------------------------- | -------------------------------------------- |
| 1▲   | Carlos Slim Helú                     | US$67.8 miliarde ▲ | Mexic                      | Telmex, América Móvil, Grupo Carso           |
| 2▬   | William H. Gates III                 | US$59.2 miliarde ▲ | Statele Unite ale Americii | Microsoft                                    |
| 3▼   | Warren Buffett                       | US$52.4 miliarde ▲ | Statele Unite ale Americii | Berkshire Hathaway, Investments              |
| 4▬   | Ingvar Kamprad                       | US$33.0 miliarde ▲ | Suedia                     | IKEA, Real Estate                            |
| 5▬   | Lakshmi Mittal                       | US$32.0 miliarde ▲ | India                      | Arcelor Mittal                               |
| 6▲   | Sheldon Adelson                      | US$26.5 miliarde ▲ | Statele Unite ale Americii | Las Vegas Sands                              |
| 7▬   | Bernard Arnault                      | US$26.0 miliarde ▲ | Franța                     | Louis Vuitton                                |
| 8▲   | Amancio Ortega                       | US$24.0 miliarde ▲ | Spania                     | Inditex Group                                |
| 9▲   | Li Ka-shing                          | US$23.0 miliarde ▲ | Hong Kong, China           | Cheung Kong Holdings, Hutchison Whampoa      |
| 10▼  | David Thomson și familia             | US$22.0 miliarde ▲ | Canada                     | Thomson Corporation                          |
| 11▲  | Lawrence Ellison                     | US$21.5 miliarde ▲ | Statele Unite ale Americii | Oracle Corporation                           |
| 12▲  | Liliane Bettencourt                  | US$20.7 miliarde ▲ | Franța                     | L'Oréal                                      |
| 13▼  | Prince Alwaleed Bin Talal Alsaud     | US$20.3 miliarde ▲ | Arabia Saudită             | Kingdom Holding Company                      |
| 14▲  | Mukesh Ambani                        | US$20.1 miliarde ▲ | India                      | Reliance Industries Ltd                      |
| 15▼  | Karl Albrecht                        | US$20.0 miliarde ▲ | Germania                   | ALDI                                         |
| 16▼  | Roman Abramovich                     | US$18.7 miliarde ▲ | Rusia                      | Millhouse Capital                            |
| 17▲  | Stefan Persson                       | US$18.4 miliarde ▲ | Suedia                     | Hennes & Mauritz                             |
| 18▲  | Anil Ambani                          | US$18.2 miliarde ▲ | India                      | Anil Dhirubhai Ambani Group                  |
| 19▼  | Paul Allen                           | US$18.0 miliarde ▼ | Statele Unite ale Americii | Microsoft, Vulcan Ventures, Investments      |
| 20▲  | Theo Albrecht                        | US$17.5 miliarde ▲ | Germania                   | ALDI, Trader Joes, Albertsons                |
| 21▲  | Azim Premji                          | US$17.1 miliarde ▲ | India                      | Wipro Technologies                           |
| 22▲  | Lee Shau Kee                         | US$17.0 miliarde ▲ | Hong Kong, China           | Henderson Land Development                   |
| 23▼  | Jim Walton                           | US$16.8 miliarde ▲ | Statele Unite ale Americii | Wal-Mart                                     |
| 24▼  | Christy Walton și familia            | US$16.7 miliarde ▲ | Statele Unite ale Americii | Wal-Mart Inheritance                         |
| 24▼  | S. Robson Walton                     | US$16.7 miliarde ▲ | Statele Unite ale Americii | Wal-Mart                                     |
| 26▬  | Sergey Brin                          | US$16.6 miliarde ▲ | Statele Unite ale Americii | Google                                       |
| 26▬  | Larry Page                           | US$16.6 miliarde ▲ | Statele Unite ale Americii | Google                                       |
| 26▼  | Alice Walton                         | US$16.6 miliarde ▲ | Statele Unite ale Americii | Wal-Mart                                     |
| 29†▼ | Helen Walton                         | US$16.4 miliarde ▲ | Statele Unite ale Americii | Wal-Mart                                     |
| 30▼  | Michael Dell                         | US$15.8 miliarde ▼ | Statele Unite ale Americii | Dell MSD Capital                             |
| 31▼  | Steven Ballmer                       | US$15.0 miliarde ▲ | Statele Unite ale Americii | Microsoft                                    |
| 31▲  | Kirk Kerkorian                       | US$15.0 miliarde ▲ | Statele Unite ale Americii | Tracinda Corporation                         |
| 31▲  | Raymond, Thomas and Walter Kwok      | US$15.0 miliarde ▲ | Hong Kong, China           | Sun Hung Kai & Company                       |
| 34▲  | François Pinault                     | US$14.5 miliarde ▲ | Franța                     | PPR                                          |
| 35▲  | Suleiman Kerimov                     | US$14.4 miliarde ▲ | Rusia                      | Gazprom, Sberbank                            |
| 36▲  | Vladimir Lisin                       | US$14.3 miliarde ▲ | Rusia                      | Novolipetsk Steel                            |
| 37▲  | Jack C. Taylor și familia            | US$13.9 miliarde ▲ | Statele Unite ale Americii | Enterprise Rent-A-Car                        |
| 38▲  | Vladimir Potanin                     | US$13.5 miliarde ▲ | Rusia                      | Interros                                     |
| 38▲  | Mikhail Prokhorov                    | US$13.5 miliarde ▲ | Rusia                      | Interros                                     |
| 40▲  | Oleg Deripaska                       | US$13.3 miliarde ▲ | Rusia                      | Rusal                                        |
| 40▲  | Michael Otto și familia              | US$13.3 miliarde ▲ | Germania                   | Otto GmbH                                    |
| 42▲  | Carl Icahn                           | US$13.0 miliarde ▲ | Statele Unite ale Americii | TWA                                          |
| 42▼  | Abigail Johnson                      | US$13.0 miliarde ▲ | Statele Unite ale Americii | Fidelity Investments                         |
| 44▼  | Adolf Merckle                        | US$12.8 miliarde ▲ | Germania                   | Phoenix Pharmahandel                         |
| 45▼  | Barbara Cox Anthony                  | US$12.6 miliarde ▲ | Statele Unite ale Americii | Cox Enterprises                              |
| 45▼  | Anne Cox Chambers                    | US$12.6 miliarde ▲ | Statele Unite ale Americii | Cox Enterprises                              |
| 45▲  | Mikhail Fridman                      | US$12.6 miliarde ▲ | Rusia                      | Alfa Group                                   |
| 48▼  | Vagit Alekperov                      | US$12.4 miliarde ▲ | Rusia                      | LUKoil                                       |
| 49▼  | Charles Koch                         | US$12.0 miliarde ▬ | Statele Unite ale Americii | Koch Industries                              |
| 49▼  | David Koch                           | US$12.0 miliarde ▬ | Statele Unite ale Americii | Koch Industries                              |
| 51▼  | Silvio Berlusconi și familia         | US$11.8 miliarde ▲ | Italia                     | Fininvest                                    |
| 52▼  | Nasser Al-Kharafi și familia         | US$11.5 miliarde ▲ | Kuwait                     | M. A. Kharafi & Sons                         |
| 52▼  | Leonardo Del Vecchio                 | US$11.5 miliarde ▲ | Italia                     | Luxottica                                    |
| 54▲  | Alexei Mordashov                     | US$11.2 miliarde ▲ | Rusia                      | Severstal                                    |
| 55▲  | Duke of Westminster și familia       | US$11.0 miliarde ▲ | Regatul Unit               | Grosvenor Group                              |
| 55▲  | Spiro Latsis și familia              | US$11.0 miliarde ▲ | Grecia                     | EFG Bank Group                               |
| 55▬  | Birgit Rausing și familia            | US$11.0 miliarde ▲ | Elveția                    | Tetra Laval                                  |
| 58▼  | Forrest Edward Mars, Jr.             | US$10.5 miliarde ▲ | Statele Unite ale Americii | Mars, Incorporated                           |
| 58▼  | Jacqueline Mars                      | US$10.5 miliarde ▲ | Statele Unite ale Americii | Mars, Incorporated                           |
| 58▼  | John Mars                            | US$10.5 miliarde ▲ | Statele Unite ale Americii | Mars, Incorporated                           |
| 61▼  | Viktor Vekselberg                    | US$10.4 miliarde ▲ | Rusia                      | Renova Group                                 |
| 62▼  | Serge Dassault și familia            | US$10.0 miliarde ▲ | Franța                     | Dassault Group                               |
| 62▲  | Charles Ergen                        | US$10.0 miliarde ▲ | Statele Unite ale Americii | EchoStar Communications Corporation          |
| 62▼  | Michele Ferrero și familia           | US$10.0 miliarde ▲ | Italia                     | Ferrero SpA                                  |
| 62▲  | Naguib Sawiris                       | US$10.0 miliarde ▲ | Egipt                      | Orascom Telecom Holding                      |
| 62▲  | Kushal Pal Singh                     | US$10.0 miliarde ▲ | India                      | DLF Group                                    |
| 62▲  | Alain and Gerard Wertheimer          | US$10.0 miliarde ▲ | Franța                     | Chanel                                       |
| 68▼  | Susanne Klatten                      | US$9.6 miliarde ▲  | Germania                   | Altana                                       |
| 69▲  | Philip Knight                        | US$9.5 miliarde ▲  | Statele Unite ale Americii | Nike Inc.                                    |
| 69▲  | Sunil Mittal și familia              | US$9.5 miliarde ▲  | India                      | Bharti Telecom                               |
| 71▼  | John Kluge                           | US$9.1 miliarde ▲  | Statele Unite ale Americii | Metromedia                                   |
| 71▲  | Vladimir Yevtushenkov                | US$9.1 miliarde ▲  | Rusia                      | Sistema                                      |
| 73▲  | Rupert Murdoch                       | US$9.0 miliarde ▲  | Statele Unite ale Americii | News Corporation                             |
| 73▼  | Hans Rausing                         | US$9.0 miliarde ▲  | Suedia                     | Tetra Laval                                  |
| 73▼  | Reinhold Würth                       | US$9.0 miliarde ▲  | Germania                   | Würth                                        |
| 76▼  | Ernesto Bertarelli                   | US$8.8 miliarde ▲  | Elveția                    | Serono                                       |
| 76▼  | Pierre Omidyar                       | US$8.8 miliarde ▲  | Statele Unite ale Americii | eBay                                         |
| 78▲  | Maria-Elisabeth and Georg Schaeffler | US$8.7 miliarde ▲  | Germania                   | Schaeffler Group                             |
| 79▲  | Rafael del Pino și familia           | US$8.6 miliarde ▲  | Spania                     | Ferrovial                                    |
| 80   | Donald Bren                          | US$8.5 miliarde ▲  | Statele Unite ale Americii | Irvine Company                               |
| 80   | George Kaiser                        | US$8.5 miliarde ▲  | Statele Unite ale Americii | BOK Financial Corporation                    |
| 80   | George Soros                         | US$8.5 miliarde ▲  | Statele Unite ale Americii | Soros Fund Management                        |
| 83   | Nikolai Tsvetkov                     | US$8.4 miliarde ▲  | Rusia                      | Nikoil Financial                             |
| 83   | August von Finck                     | US$8.4 miliarde ▲  | Germania                   | Allianz                                      |
| 85   | Dan Duncan                           | US$8.2 miliarde ▲  | Statele Unite ale Americii | Enterprise Products                          |
| 86   | Mohammed Al Amoudi                   | US$8.0 miliarde ▲  | Arabia Saudită Etiopia     | Corral Petroleum Holdings                    |
| 86   | Abdul Aziz Al Ghurair și familia     | US$8.0 miliarde ▲  | Emiratele Arabe Unite      | MashreqBank                                  |
| 86   | Kumar Birla                          | US$8.0 miliarde ▲  | India                      | Aditya Birla Group                           |
| 86   | German Khan                          | US$8.0 miliarde ▲  | Rusia                      | Alfa-Eco                                     |
| 86   | Iskander Makhmudov                   | US$8.0 miliarde ▲  | Rusia                      | Uralskaya Gorno-Metallurgicheskaya Kompaniya |
| 86   | Sumner Redstone                      | US$8.0 miliarde ▲  | Statele Unite ale Americii | National Amusements                          |
| 86   | Shashi and Ravi Ruia                 | US$8.0 miliarde ▲  | India                      | Essar                                        |
| 93   | Philip Anschutz                      | US$7.9 miliarde ▲  | Statele Unite ale Americii | The Anschutz Corporation                     |
| 93   | Galen Weston și familia              | US$7.9 miliarde ▼  | Canada                     | Associated British Foods                     |
| 95   | Enrique Bañuelos                     | US$7.7 miliarde ▲  | Spania                     | Astroc                                       |
| 96   | Stefan Quandt                        | US$7.6 miliarde ▲  | Germania                   | BMW                                          |
| 97   | Maan Al-Sanea                        | US$7.5 miliarde ▲  | Arabia Saudită             | Saad Group                                   |
| 97   | Edward Johnson III                   | US$7.5 miliarde ▲  | Statele Unite ale Americii | Fidelity Investments                         |
| 99   | Sulaiman Al Rajhi                    | US$7.4 miliarde ▼  | Arabia Saudită             | Al-Rajhi Bank                                |
| 100  | Donald Newhouse                      | US$7.3 miliarde ▼  | Statele Unite ale Americii | Condé Nast Publications                      |
| 100  | Samuel Newhouse Jr                   | US$7.3 miliarde ▲  | Statele Unite ale Americii | Condé Nast Publications                      |